# Čertí brko
Čertí brko je koprodukční česko-slovenská filmová pohádka režiséra Marka Najbrta z roku 2018. Ten se spolu s Robertem Geislerem a Tomášem Hodanem podílel na scénáři. Autory hudby jsou Marek Doubrava a Viktor Ekrt ze skupiny Hm…. V českých biografech se pohádka promítala od 29. listopadu 2018.

## Obsah
Pohádka pojímá peklo jako úřad, mající své centrum a jemu podřízené množství místních podpekel. Ty sledují a následně trestají hříchy a přestupky smrtelníků, přičemž nejdůležitějším nástrojem je kouzelné „čertí brko“; to v každém podpekle ony hříchy spravedlivě, samo od sebe zapisuje. V centrálním pekle sídlí Lucifer, Podlucifer i ostatní čerti, kteří zapsané hříšníky jímají do jámy pekelné.
Děj se odehrává v obci Pytlov pod vrchem Pervidle, kde v místní pobočce jednoho dne přestane „čertí brko“ psát. Lucifer proto do městečka posílá mladého čerta Bonifáce, svého syna, s úkolem novou čertí psací potřebu doručit.

## Výroba
Film se natáčel na hradě v Ledči nad Sázavou, v Chrustenicích, Doksanech, dole Nevřeň i na Slovensku.

## Obsazení
| Ondřej Vetchý   | Lucifer                         |
| Jan Cina        | Bonifác                         |
| Judit Bárdos    | Markétka                        |
| Jan Budař       | krejčí Klouzek                  |
| Marián Geišberg | hostinský Špilka, otec Markétky |
| Tomáš Jeřábek   | rychtář Křiváček                |
| Jiří Maryško    | Tlachal                         |
| Marek Daniel    | měšťan Látal                    |
| Jana Plodková   | Běta Látalová                   |
| Michal Dalecký  | myslivec                        |
| Václav Kopta    | čert                            |
| Jakub Žáček     | čert                            |
| Josef Polášek   | kat                             |

## Recenze
- František Fuka, FFFilm 40 %[8]
- Mirka Spáčilová, iDNES.cz 55 %[9]
- Věra Míšková, Právo 70 %[2]

## Zajímavost
Během natáčení vypili herci představující čerty celkem 50 litrů nealkoholického piva.